# Eustache Du Caurroy
François-Eustache du Caurroy (gedoopt 4 februari 1549 – 7 augustus 1609) was een Franse componist uit de late Renaissance. Hij was daarin belangrijk zowel voor de wereldse als de kerkelijke muziek. Een van de muziekstijlen waarin hij veel componeerde was de metrische muziek, of in het Frans musique mesurée. Du Caurroy was ook invloedrijk waar het ging om de Franse school voor orgelmuziek, zoals die in het werk van Jehan Titelouze en anderen tot uiting komt.

## Leven
Volgens een bron uit 1780 werd Du Caurroy geboren in Gerberoy en gedoopt in Beauvais. Waarschijnlijk kwam hij in circa 1569 in koninklijke dienst. In 1575 wordt hij voor het eerst in documenten van het koninklijk hof genoemd omdat hij een zangwedstrijd won (de zilveren cornet voor het meerstemmige chanson voor 4 stemmen: Rosette pour un peu d’absence). Later won hij er nog twee, in 1576 (het zilveren orgel voor zijn motet voor 5 stemmen: Tribularer si nescirem, (verloren gegaan)) en 1583 (de zilveren luit voor het 5-stemmige chanson: Beaux yeux (verloren gegaan)). Hij was tot 1595 sous-maitre (concertmeester) van de koninklijke kapel. Daarna volgden benoemingen aan het koninklijke hof; in 1599 kreeg hij ook de functie van componist van de koninklijke kapel.
Du Caurroy bouwde in het eerste decennium van de 17e eeuw een vermogen op, inclusief een groot landgoed in Picardië. Ook was hij in later jaren in functie als kanunnik bij verscheidene kerken, zoals de Sainte-Croix in Orléans en de Sainte-Chapelle in Dijon, alsook bij andere kerken in Passy en Saint-Cyr-en-Bourg.

## Muziek en invloed
De stijl van de metrische muziek, waarvan Du Caurroy vaak gebruikmaakte, bestond al. Het was muziek in antieke (oud-Griekse) versmaten, iets wat in de 16e eeuw in Frankrijk veel werd beoefend. Daarbij werden aan lange woordklanken lange muzieknoten gekoppeld en aan korte woorden korte noten in een homophone context. Bij homofonie declameren alle stemmen (ongeveer) tegelijk, ze hebben hetzelfde ritme.
Toch was Du Caurroy ook erg geïnteresseerd in de contrapunt. Hierbij werd de verschillende stemmen een grotere eigen melodieuze vrijheid gegund waardoor meer eisen aan de samenklank moesten worden gesteld. Zijn theoretische werk werd veel gelezen. Zijn (nog vroege) interesse in de contrapunt is het best in zijn kerkelijke muziek te zien, zoals de 53 motetten in Preces ecclesiasticaedie die in 1609 in Parijs werden gepubliceerd. Zij zijn van 3 tot 7 stemmen. Later zou Johann Sebastian Bach in Duitsland deze muziek tot grote hoogte brengen.
Zijn Missa pro defunctis (Mis voor de doden), voor het eerst uitgevoerd tijdens de begrafenis van Hendrik IV van Frankrijk, was het requiem dat in de Kathedraal van Saint-Denis de volgende eeuwen op de begrafenissen van Franse koningen werd gespeeld. Du Caurroy schreef ook instrumentale muziek, waaronder fantasieën voor drie tot zes instrumenten. De verzameling van 42 van zulke stukken gepubliceerd in 1610 na zijn dood, had (wordt aangenomen) een sterke invloed op volgende generaties Franse toetsenbordspelers, vooral op Jehan Titelouze, stichter van de Franse orgelschool.